# 茨木フェスティバル
茨木フェスティバル（いばらきフェスティバル）は、1973年から毎年7月下旬頃に大阪府茨木市で開催される祭り。
会場は茨木市立公園。フェスティバルの組織構成は茨木市、茨木商工会議所、茨木青年会議所、茨木観光協会からなる「茨木フェスティバル協会」が運営している。

## フェスティッシュ
茨木フェスティバルを愛する気持ちをもつ人のこと

## 中止例
COVID-19（新型コロナウイルス）の感染拡大防止の観点から2020年度は開催が中止となった。

## 内容
下記は2010年のもの。
- 元気！いばらき！おどりんピック
- Iba-fes ライブバトル
- 茨木一番PK合戦
- ボルケーノ茨木